# Podatek należny
Podatek VAT należny - wartość obliczonego podatku, która wynika z dokonanej sprzedaży towarów lub usług. Podatek należny wiąże się z uzyskanym przychodem ze sprzedaży, a wysokość podatku jest zależna od kwoty ceny netto i stawki VAT. Wynika on z faktur własnych podmiotu prowadzącego działalność. 
Podatek został nazwany podatkiem należnym, ponieważ „należy się” Skarbowi Państwa. Obowiązek zapłaty podatku powstaje z chwilą dokonania dostawy towarów lub wykonania usługi.

## Obliczenia
Podatek VAT należny obliczany jest od podstawy opodatkowania, czyli wartości netto towaru lub usługi. Wzór: Podatek VAT = cena netto * stawka podatku VAT.

## Deklaracja VAT 7
Podatek należny wykazuje się na druku deklaracji VAT-7 za dany okres rozliczeniowy. Druk przesyłany jest co miesiąc (do 25. dnia kolejnego miesiąca) lub co kwartał (I (np. do 25 kwietnia), II, III, IV kw.) do Urzędu Skarbowego.
 Zapoznaj się z zastrzeżeniami dotyczącymi pojęć prawnych w Wikipedii.